# Grave New World
Grave New World (1972) je album od britské rockové skupiny Strawbs.

## Seznam skladeb
1. Benedictus (Dave Cousins)
2. Hey Little Man … Thursday's Child (Cousins)
3. Queen of Dreams (Cousins)
4. Heavy Disguise (John Ford)
5. New World (Cousins)
6. Hey Little Man … Wednesday's Child (Cousins)
7. The Flower and the Young Man (Cousins)
8. Tomorrow (Cousins, Tony Hooper, Ford, Blue Weaver, Richard Hudson)
9. On Growing Older (Cousins)
10. Ah Me, Ah My (Hooper)
11. Is It Today, Lord (Hudson)
12. The Journey's End (Cousins)
13. Here It Comes (Cousins)
14. I'm Going Home (Cousins)

Remasterované CD od A&M vydané v roce 1998 obsahuje navíc:
1. Here it comes
2. I'm Going Home

## Obsazení
- Dave Cousins - sólový zpěv, sborový zpěv,akustická kytara, elektrická kytara, dulcimer
- Tony Hooper - sólový zpěv, sborový zpěv, akustická kytara, autoharfa, tamburina
- Blue Weaver - varhany, piáno, harmonium, mellotron, clavioline
- John Ford - sólový zpěv, sborový zpěv, akustická kytara, baskytara
- Richard Hudson - sborový zpěv, bicí, sitar, tabla

## Záznam
Záznam byl pořízen v Morgan Studios v Londýně, s následnými úpravami v Island Studios a Lansdowne Studios.

## Vydané verze
- Vinyl album AMLH 66078 (A&M, UK, únor 1972)
- Vinyl album SP 4344 (A&M, US, únor 1972)
- CD D32Y3578 (A&M Japan/Canyon Records, 1987)
- CD SRMC 0075 (Si-Wan, 1997)
- CD 540 934-2 (A&M 1998 Remastered)